# Filadelfo Mugnos
Filadelfo Mugnos, né en 1607 à Lentini et mort le 28 mai 1675 à Palerme, est un historien, poète, homme de lettres et généalogiste italien originaire de Sicile.

## Biographie
Filadelfo Mugnos est né dans une famille sicilienne d'origine espagnole. Il est diplômé de droit de l'université de Catane. Il a été honoré de l'Ordre du Christ du Portugal et fut membre de plusieurs sociétés savantes de son temps. Il a vécu à Palerme. Historien et poète a écrit de nombreux ouvrages, mais il est connu pour le plus célèbre de ces écrits, "Teatro genealogico delle famiglie nobili, titolate, feudatarie ed antiche del fedelissimo regno di Sicilia viventi ed estinte", comprenant trois volumes publiés entre 1647 et 1670, une œuvre qui restera pendant des siècles une référence obligatoire pour les généalogistes et les historiens de Sicile. Il écrivit également un ouvrage historique sur les Vêpres siciliennes qui opposèrent la population sicilienne à Charles Ier de Sicile.
Filadelfo Mugnos a été enterré dans l'église de San Francesco dei Minori Conventuali de Palerme.

## Œuvres
- Il trionfo leontino, o vero, il meraviglioso Martirio o Morte delli gloriosi Martiri Alfio, Filadelfo e Cirino, A. Martarello, Palerme 1640
- Proserpina Rapita, Idillio, Giacobbe Matteo, Messine 1643
- Discorso contro coloro che dicono di essersi ritrovata un'arte nuova di compor Tragedie, Pietro Coppola, Palerme 1645
- Raguagli istorici del Vespro Siciliano, Pietro Coppola, Palerme 1645
- Teatro genologico delle famiglie nobili, titolate, feudatarie ed antiche del fedelissimo regno di Sicilia viventi ed estinte, Pietro Coppola, Palerme 1647
- Aggitamento accademico sopra l'origine e progresso della lingua latina, Rome 1650
- Annali del Regno di Sicilia con i successi d'anno in anno dal principio della sua abitazione sino all'anno 1649, Palerme 1650
- Historia dell'augustissima famiglia Colonna, Venise 1658
- Discorso laconico della famiglia Petrucci, coécrit avec Novello De Bonis, Naples 1670
- Albero genealogico delle famiglie Molli, 1674
- Teatro della nobiltà del Mondo, coécrit avec Novello De Bonis et publié post-mortem, Naples 1680